# Петровка, 38 — Смена
«Петровка, 38 — Смена» — российский футбольный клуб из Москвы. Основан в январе 2007 года под названием ФК «МУВД на ВВТ» (Московское Управление внутренних дел на воздушном и водном транспорте).

## Названия
- 2007 — МУВД на ВВТ.
- 2008—2009 — МВД России.
- 2009 — МВД России-Крылатское.
- 2010 — Петровка, 38.
- 2011—2012 — Петровка, 38 — Смена.

## История

### Создание
В январе 2007 года по инициативе начальника департамента обеспечения правопорядка на транспорте МВД РФ генерал-лейтенанта милиции Вячеслава Захаренкова под патронажем Первого заместителя Министра внутренних дел Российской Федерации Александра Чекалина была создана футбольная команда сотрудников органов внутренних дел, костяк которой составили сотрудники Московского УВД на воздушном и водном транспорте. В июне 2007 года министр внутренних дел Российской Федерации Рашидом Нургалиевым утвердил разработанную при участии Первого заместителя начальника Московского УВД на ВВТ В. В. Иващенко и при поддержке начальника Московского УВД на ВВТ Ю. П. Кулика концепцию преобразования команды в профессиональный футбольный клуб, президентом которого стал Александр Чекалин, а главным тренером назначен известный в прошлом футболист Юрий Ковтун. Перед ФК МВД была поставлена цель в течение 5 лет выйти в премьер-лигу.

### Выступления

#### 2007 год — любительский уровень
В первый год своего существования клуб принял участие в первом чемпионате мира среди полицейских, прошедшем в Праге под эгидой ФИФА. На турнире с участием 64 команд он занял четвёртое место. Российская команда на групповом этапе набрала 7 очков, заняв первое место в сложнейшей группе и показав разницу мячей 8:1. В полуфинале ФК МВД проиграл сборной Чехии в серии послематчевых пенальти, а в матче за третье место проиграл румынским коллегам. Полузащитник Сергей Петухов был признан лучшим игроком турнира.
Также в 2007 году ФК «МУВД на ВВТ» участвовал в первенстве коллективов любительских клубов (ЛФЛ) зоны «Б» Москвы, где занял первое место. По окончании сезона, обыграв в специально организованом стыковом матче победителя зоны «А» — команду «Спартак-Авто», получил право выступать в 2008 году во втором дивизионе. В кубке Москвы дошёл до финала, где по пенальти уступил ЛФК «Динамо» Москва.
В конце года на встрече министра внутренних дел РФ Рашида Нургалиева с руководителями и игроками ФК МВД футболистам были вручены значки кандидатов в мастера спорта.

#### 2008 год — второй дивизион
Перед началом выступлений в зоне «Запад» Второго дивизиона в целях планомерного выполнения поставленных задач клуб укрепился рядом футболистов с опытом выступления на более высоком уровне, а также молодыми игроками московского «Динамо». Первый матч на профессиональном уровне команда проводила во Владимире против местного «Торпедо» и проиграла со счётом 0:3. А первый круг команда закончила на третьем месте с отставанием от «Торпедо» в 14 очков, после чего состав команды вновь пополнился опытными игроками, усилился также и тренерско-административный штаб. В дальнейшем борьба за первое место развернулась именно между «МВД России» и владимирским «Торпедо», причём автозаводцы лидировали по ходу почти всего сезона и лишь в предпоследнем туре, потерпев поражение в гостях от костромского «Спартака», уступили лидирующие позиции «милиционерам». В заключительном туре в Костроме играл уже «МВД России», которому достаточно было не проиграть, в итоге ничья 1:1 (хотя после первого тайма москвичи уступали), которая позволила клубу по дополнительным показателям опередить своего соперника и занять первое место, а вместе с ним и получить право на выступления в первом дивизионе.
На Кубке ПФЛ 2008, проходившем в ноябре в Лужниках, в котором принимали участие победителей всех пяти зон Второго дивизиона, команда заняла третье место.
Однако после ухода со своего поста в мае 2008 года Александра Чекалина клуб ещё по ходу сезона стал испытывать финансовые проблемы, начиная с сентября начались перебои с выплатами зарплат. По окончании сезона положительных изменений не произошло, два потенциальных спонсора от финансирования клуба отказались, ссылаясь на финансовый кризис. Клуб не прошёл лицензирование в декабре из-за заддолженностей перед игроками, в связи с чем возникла угроза его расформирования.

#### 2009 год — первый дивизион
В межсезонье существование ФК «МВД России» было под большим вопросом, команда долгое время не тренировалась, имелись трудности и с комплектованием состава, так как клуб покинула группа игроков. Однако руководству футбольного клуба удалось заручиться поддержкой Министерства внутренних дел, вследствие чего стало возможным участие клуба в турнире Первого дивизиона. После 14-ти туров команда с 14 очками занимала 16-е место, и 8 июня Юрия Ковтуна на посту главного тренера команды сменил Владимир Эштреков. 
Ситуация осложнялась тем, что в мае 2009 года в офисе клуба прошли обыски по уголовному делу о хищении более 30 млн. рублей сотрудниками транспортной милиции: следствие предположило, что средства пошли на финансирование футбольной команды. В результате обысков была изъята финансовая документация и несколько компьютеров, что парализовало деятельность клуба. После 19 туров команда занимала 19-е место в Первом дивизионе ПФЛ, имея в активе только 17 очков. 15 июля на общекомандном собрании председатель правления клуба Андрей Басов сообщил игрокам, что команда снимется с турнира. 17 июля 2009 года было объявлено о прекращении выступлений клуба в первенстве Первого дивизиона ПФЛ.

#### Дублирующий состав (2008—2009)
В 2008 и 2009 годах в московской зоне ЛФЛ (соответственно, в дивизионе «Б» и дивизионе «А») играла вторая команда клуба — «МВД России» (мол.) / «МВД России»-2.

#### Возвращение на любительский уровень
В 2009 году объединился с ФК «Крылатское» и переименован в «МВД России-Крылатское». В 2010 году переименован в ФК «Петровка, 38». В 2011 году объединился с ФК «Смена» в команду «Петровка, 38 — Смена». Провёл сезоны 2010 и 2011/12 в ЛФЛ (зона «Москва», дивизион «А»).

## Достижения
- Победитель зоны «Запад» второго дивизиона ПФЛ (2008).
- Бронзовый призёр Кубка ПФЛ (2008).
- Чемпион Москвы среди любительских клубов в зоне «Б» (2007).
- Абсолютный чемпион Москвы (2007).
- Обладатель Кубка Москвы среди любительских клубов (2009).
- Финалист Кубка Москвы среди любительских клубов (2007).